# Judit Hanson

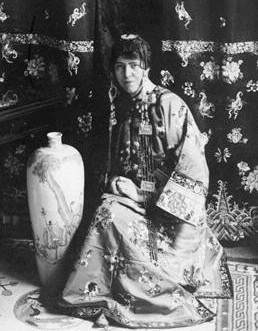
Judit Hanson.

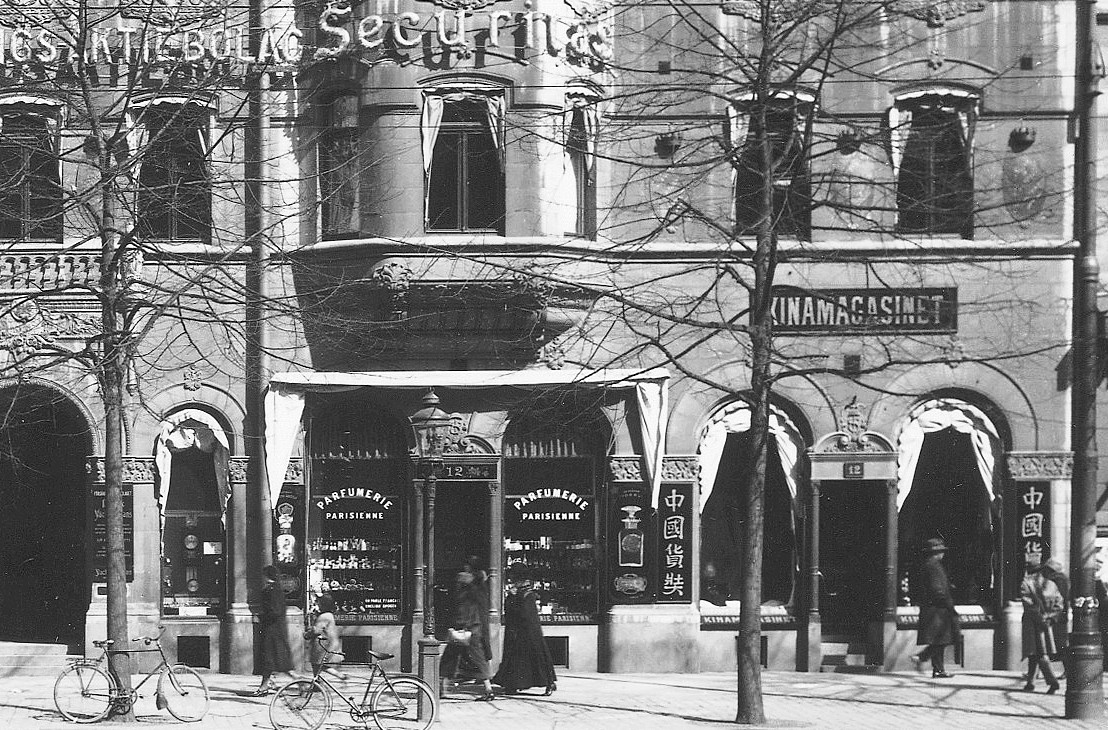
Kinamagasinet vid Birger Jarlsgatan 12.

Judit Cecilia Hanson, född 10 december 1884 i Eskilstuna, död 27 juli 1965 i Stockholm, var en svensk affärskvinna och donator samt  grundare av Kinamagasinet.

## Biografi
Judit Hanson var dotter till en smidesarbetare och en bageriidkerska. Fadern var även söndagsskollärare i missionsförsamlingen. Det var där hennes intresse för Kina väcktes. Missionärsbanan lockade henne dock inte. Efter skolgång började hon arbeta som elev hos en hattmodist i Eskilstuna. På 1910-talets början reste hon till New York där hon fick anställning i en exklusiv heminredningsfirma. De kinabroderier och sidentyger som firman sålde ökade hennes intresse för Kina ytterligare. 
Vistelsen i New York födde även planer på att besöka Kina och att öppna en kinabod i Stockholm. 1919 började hon sitt första kinabesök som varade knappt två år. Hon inhandlade siden, broderier, vaser, skålar och andra föremål som skeppades till Sverige. 1922 öppnade hon Kinamagasinet vid Regeringsgatan 43. Efter första världskriget ökade intresset för exotiska varor och Judit Hanson nyöppnade affär fick viss uppmärksamhet i pressen, bland annat av veckotidningen Idun som skrev den 11 juni 1922:
| ” | En kinesisk utställning pågår f.n. i Kinamagasin, Regeringsgatan 43, innehavare frk. Judit C. Hanson. Dessa nyinkomna textilier och andra kinesiska saker ge ett alldeles särskilt skönhetsintryck. De ha gjorts med den allra finaste färgkänsla, med en säker teknik och en omsorgsfullhet i arbetet, vars make man får söka efter […] Alla dessa ting betinga så pass låga pris, att vilket skönhetsälskande hem som helst kan skaffa dem bland sina nödvändighetsartiklar… | „ |

Verksamheten gick bra, bland annat levererade hon föremål till Nationalmuseum och sidengardiner till nybyggda Stockholms stadshus. Snart blev butiken vid Regeringsgatan för liten och på 1920-talets mitt tog hon över en butikslokal i huset Birger Jarlsgatan 12 där hon även flyttade till bostaden ovanför butikslokalen. 1926 och 1928 företog hon ytterligare inköpsresor till Kina som gjorde henne till expert för kinesiska antikviteter, speciellt tyger och broderier, som var hennes stora intresse. Utöver sitt Kinamagasin donerade hon även en stor del av sina samlingar till olika museer, bland dem Etnografiska museet och Naturhistoriska Riksmuseets etnografiska avdelning samt till sin hemstads Eskilstuna stadsmuseum som fick cirka 200 föremål. Judit Hanson bildade aldrig familj och avled 1965 i Stockholm, 81 år gammal.